# الرحبة وبني هادي (مبين)

تعديل مصدري - تعديل

الرحبة وبني هادي هي إحدى قرى عزلة بني الشومي بمديرية مبين التابعة لمحافظة حجة، بلغ تعداد سكانها 360 نسمة حسب تعداد اليمن لعام 2004.